# Stormwitch
Stormwitch — немецкая англоязычная рок-группа из города Niemcy, играющие музыку в стиле Heavy Metal. Известны среди фанатов как «Мастера Чёрной Романтики» (The Masters of Black Romantic).
Лирика Stormwitch сосредоточена на фэнтези, таинственных или исторических темах, как и у их современников и соотечественников Helloween. Участвовали в фестивале Wacken Open Air в 2002 году.

## Дискография
Группа выпустила 7 альбомов в оригинальном составе:
- Walpurgis Night (1984)
- Tales of Terror (1985)
- Stronger Than Heaven (1986)
- The Beauty and the Beast (1988)
- Live in Budapest (1989)
- Eye of the Storm (1989)
- War of the Wizards (1992)
- Shogun (1994)

В 1994 году Stormwitch разделились, в 2002 снова собрались и выпустили 3 альбома:
- Dance with the Witches (2002)
- Witchcraft (2004)
- Season of the Witch (2015)
- Bound to the Witch (2018)

## Члены и бывшие члены
Единственным постоянным участником группы является вокалист Andy Mück. На данный момент в группе состоят двое музыкантов — Andy Mück и Jürgen Wannenwetsch (Бас).
Вокал
- Andy Mück

Гитара
- Steve Merchant (Stefan Kauffman) (1979—1989)
- Lee Tarot (Harald Spengler) (Tarot’s Myst) (1979—1989)
- Wolf Schludi (1989)
- Damir Uzunovic (The Armada) (1991—1994)
- Joe Gassmann (Sanvoisen, ex-Letter X) (1991—1992)
- Robert ``Robby`` Balci (Defending the Faith, ex-Death In Action) (1992—1994, live only)
- Martin Winkler (2002—2004)
- Fabian Schwarz (Runamok, ex-Paradox (Ger), Ritual Spirit, Tyran' Pace)
- Oliver Weislogel(2002—2004)

Бас-гитара
- Jürgen Wannenwetsch 2002 — Present
- Ronny «Pearson» Gleisberg (1983—1986)
- Andy «Hunter» Jäger (1987—1989)
- Martin Albrecht (Valley’s Eve, Mystic Prophecy, Rough) (1990—1994)
- Dominik Schwarz (Runamok) (2002—2004)

Барабаны
- Peter «Lancer» Langer (The Armada, Infinity’s Call) (1983—1994)
- Marc Oppold (ex-Tyrant (Ger), ex-Death in Action) (2002—2004)
- Michael Blechinger

Клавишные
- Alex Schmidt (ex-Tyran' Pace) (2002—2004)
- Andrew Roussak

## Дополнительная информация
Некоторые песни Stormwitch были перепеты группами Hammerfall (Ravenlord) и White Skull (Tears By The Fire Light).
Сформированы в 1979 году под названием Lemon Sylvan. Современное название с 1981 года.
Группа играла на концерте известном как Rock-Fabrik Festival '84, извлекая из него песни в альбом называющийся Heavy Metal — Live in Germany, vol.1, где были некоторые другие немецкие хеви-метал-группы которые были активны в тот момент (такие как [:en:Restless Restless], Tyran' Pace и Cacumen (сейчас Bonfire).
Stormwitch были первой группой, переигрывающей стиль Iron Maiden в Германии.